# Jhumpa Lahiri
Nilanjana Sudeshna Lahiri (Londres, 11 de julio de 1967), conocida como Jhumpa Lahiri, es una escritora indobritánica-estadounidense, autora de cuentos, novelas y ensayos. Ganó el premio Premio Pulitzer de Ficción en el año 2000.

## Biografía
Hija de padres bengalíes, Jhumpa Lahiri creció en Rhode Island (Estados Unidos), adonde se trasladaron sus padres cuando ella contaba con sólo dos años. Estudió lengua inglesa, escritura creativa y literatura comparada en la Universidad de Boston e hizo además un doctorado en estudios renacentistas.
En 1999 publicó su primera obra, el cuento Intérprete de emociones. En 2003 publicó su primera novela, The Namesake (El buen nombre), que pocos años después sería llevada al cine por Mira Nair.

## Reconocimientos
En el año 2000 ganó el Premio Pulitzer por su primer libro, una colección de cuentos titulada Interpreter of Maladies (Intérprete de emociones).

## Obras

### Cuentos
- Intérprete de emociones (Interpreter of Maladies, 1999). Traducción de Antonio Padilla. Barcelona. Ediciones del Bronce, 2000. ISBN 84-8453-020-5. Fue reeditada en 2016 como El intérprete del dolor. Traducción de Gemma Rovira Ortega. Barcelona. Salamandra.
- Tierra desacostumbrada (Unaccustomed Earth, 2008). Traducción de Eduardo Iriarte. Barcelona: Salamandra, 2010. ISBN 978-84-9838-271-6.
- Cuentos romanos (Racconti romani, 2022). Traducción de Carlos Gumpert. Barcelona: Lumen, 2023. ISBN 9788426413994

### Novelas
- El buen nombre (The Namesake, 2003). Traducción de Juanjo Estrella. Barcelona: Emecé, 2004. ISBN 8495908778.
- La hondonada (The Lowland, 2013). Traducción de Gemma Rovira Ortega. Barcelona: Salamandra, 2014. ISBN 978-84-9838-570-0.
- Donde me encuentro (Dove mi trovo, 2018). Traducción de Celia Filipetto. Barcelona: Lumen, 2019. ISBN 9788426406934.

### No ficción
- En otras palabras (In altre parole, 2015). Traducción de Marilena de Chiara. Barcelona: Salamandra, 2019. Publicado originalmente en italiano y traducido al inglés como In Other Words (2016).
- El atuendo de los libros (Il vestito dei libri, 2016). Traducción de Jacobo Zanella. México: Gris Tormenta, 2022.[6] Publicado originalmente en italiano y traducido al inglés como The Clothing of Books (2016).
- Translating Myself and Others (2022)

### Poesía
- El cuaderno de Nerina (Il quaderno di Nerina, 2020)